# Marcos Koopmann
Marcos Gabriel Koopmann Irízar (Zapala, 22 de enero de 1974) es un administrador de empresas, contador público y político argentino que se desempeñó como vicegobernador de la Provincia del Neuquén desde el 10 de diciembre de 2019 hasta el 10 de diciembre de 2023. Fue candidato en 2023 a Gobernador Provincial junto a Ana Pechen como vicegobernadora de la provincia pero fueron derrotados por Rolando Figueroa, del espacio político Comunidad.

## Biografía
Koopman nació en  Zapala, Neuquén en 1974. Es Licenciado en Administración de Empresas y Contador Público, recibido en la Universidad de Belgrano. Posteriormente realizó diversos cursos de formación empresaria en la Universidad de San Andrés (UDESA) y en el IAE Business School de la Universidad Austral.
En el 2008 ingresó al Banco Provincia de Neuquén como director titular y en 2010 fue nombrado vicepresidente de la institución. Un año después fue designado como presidente del directorio del banco, cargo que desempeñó hasta el 2019 cuando aceptó el llamado del gobernador Omar Gutiérrez para ir como compañero de fórmula en las elecciones provinciales.
El 10 de marzo del 2019 la lista del Movimiento Popular Neuquino se impuso con el 40.12% y el 10 de diciembre asumió como vicegobernador de la provincia de Neuquén.